# Ausbildungseinrichtungen des Heeres

Verbandsabzeichen Offizierschule des Heeres

Die Ausbildungseinrichtungen des Heeres sind eine Vielzahl von Schulen und Ausbildungszentren, die die Bundeswehr in Deutschland betreibt.

## Geschichte
Im Rahmen der Neuausrichtung der Bundeswehr wurden die Ausbildungseinrichtungen des Heeres zum 1. Juli 2013 vom Heeresamt dem Ausbildungskommando unterstellt.

## Leitung
Der Kommandeur einer Ausbildungseinrichtung ist zumeist auch General der entsprechenden Truppengattung wie General der Artillerie, General der Infanterie, General der Panzertruppen usw. Diese Dienststellung kann entgegen dem Namen jedoch auch von einem Oberst bekleidet werden, meist jedoch ist dies ein Offizier im Dienstgrad Brigadegeneral.

## Organisation
Es bestehen folgende Ausbildungseinrichtungen:

### Schulen und Ausbildungszentren
- Offizierschule des Heeres, Dresden
  -  Taktikzentrum des Heeres, Dresden
- Unteroffizierschule des Heeres, Delitzsch
  -  Feldwebel-/Unteroffizieranwärterbataillon 3, Altenstadt
- Infanterieschule, Hammelburg
  -  Gebirgs- und Winterkampfschule, Mittenwald
  -  Luftlande- und Lufttransportschule, Altenstadt
  -  Ausbildungsstützpunkt Spezialkräfte Heer, Calw
- Panzertruppenschule, Munster
  -  Heeresaufklärungsschule, Munster
  -  Schule gepanzerte Kampftruppen, Munster
  -  Artillerieschule, Idar-Oberstein
- Pionierschule, Ingolstadt
  -  Kampfmittelabwehrschule, Stetten am kalten Markt
- Technische Schule des Heeres, Aachen
  - Fachschule des Heeres für Technik
- Internationales Hubschrauberausbildungszentrum, Bückeburg
  - Deutscher Anteil Deutsch-Französisches Heeresfliegerausbildungszentrum TIGER in Le Luc, Frankreich
  - Deutscher Anteil Deutsch-Französische Ausbildungseinrichtung TIGER in Fassberg
- Ausbildungszentrum Spezielle Operationen, Pfullendorf

### Zentrale Ausbildungseinrichtungen
- Ausbildungs- und Übungszentrum Luftbeweglichkeit, Celle
- Gefechtssimulationszentrum Heer, Wildflecken
- Gefechtsübungszentrum Heer, Letzlingen
- Vereinte Nationen Ausbildungszentrum Bundeswehr, Hammelburg

Das Gefechtsübungszentrum Heer in Letzlingen ist auch für den Betrieb und die Verwaltung des Truppenübungsplatzes Altmark in der Colbitz-Letzlinger Heide zuständig.

### Gliederung der Truppenteile an Schulen
Die Truppenteile an den Schulen der Bundeswehr haben andere Bezeichnungen als im Truppendienst:
- Schule (entspricht dem Regiment)
- Lehrgruppe (entspricht dem Bataillon)
- Inspektion (entspricht der Kompanie)
- Hörsaal (entspricht dem Zug)

## Ehemalige Ausbildungseinrichtungen des Heeres
Die ehemaligen Ausbildungseinrichtungen wurden umstrukturiert und umbenannt oder als Ausbildungsstützpunkt bzw. Ausbildungsbereich in ein Ausbildungszentrum eingegliedert. Andere Ausbildungseinrichtungen sind nicht mehr dem Heer, sondern z. B. der Streitkräftebasis unterstellt worden.
Ehemalige Schulen des Heeres
- ABC- und Selbstschutzschule, Sonthofen, seit 2013: Schule ABC-Abwehr und Gesetzliche Schutzaufgaben im ABC-Abwehrkommando der Bundeswehr der Streitkräftebasis
- Ausbildungsbereich Streitkräftegemeinsame Taktische Feuerunterstützung/Indirektes Feuer, Idar-Oberstein, Juli 2015 bis 31. März 2021, Vorgänger und Nachfolger war bzw. ist die Artillerieschule
- Fachhochschule des Heeres 1, wurde ab 1975 stufenweise in die Hochschule der Bundeswehr München integriert
- Fachhochschule des Heeres 2, wurde ab 1975 stufenweise in die Hochschule der Bundeswehr München integriert
- Fachschule des Heeres für Erziehung und Wirtschaft, wurde 2000 außer Dienst gestellt
- Fernmeldeausbildungsverband 70, später Ausbildungszentrum 70, dann Schule für Personal in integrierter Verwendung
- Fernmeldeschule und Fachschule des Heeres für Elektrotechnik, dann Führungsunterstützungsschule der Bundeswehr, später Schule Informationstechnik der Bundeswehr und seit 2024 Ausbildungszentrum CIR
- Heeresfliegerwaffenschule, Bückeburg, seit Juli 2015: Internationales Hubschrauberausbildungszentrum
- Heeresflugabwehrschule, seit 2007: Ausbildungszentrum Heeresflugabwehrtruppe (aufgelöst 2012).
- Ausbildungszentrum Infanterie, Hammelburg, 2015–2021
- Internationale Fernspähschule, Pfullendorf, seit 2003: Ausbildungszentrum Spezielle Operationen
- Nachschubschule des Heeres, seit 2006: Logistikschule der Bundeswehr in der Streitkräftebasis
- Pionierschule und Fachschule des Heeres für Bautechnik, Ingolstadt, 2015 Ausbildungszentrum Pioniere, seit April 2021 Pionierschule
- Schule für Feldjäger und Stabsdienst, Sonthofen, seit 2001: Schule für Feldjäger und Stabsdienst der Bundeswehr in der Streitkräftebasis
- Technische Schule Landsysteme und Fachschule des Heeres für Technik, Aachen von Juli 2015 bis März 2021:  Ausbildungszentrum Technik Landsysteme, seit April 2021 Technische Schule des Heeres
- Raketenschule des Heeres ab 1958 Lehrgruppe D der Artillerieschule in Köln-Longerich, von 1964 bis 1974 eigenständige Schule in der Donnerberg-Kaserne.
- Raketenschule der Artillerie, Geilenkirchen, von 1974 bis 1981, danach Lehrgruppe B der Artillerieschule in Idar-Oberstein
- Sanitätstruppenschule des Heeres jetzt: Sanitätsakademie der Bundeswehr  (Zentraler Sanitätsdienst der Bundeswehr)
- Schule für Personal in integrierter Verwendung in Köln, Lüttich-Kaserne, von 1977 bis 2004. Ausbildung für Mannschaften und Unteroffiziere für die Verwendung in NATO-Stäben

Ehemalige Zentren des Heeres
- Ausbildungszentrum Heeresflugabwehrtruppe, Munster   seit 2012: Flugabwehrraketengeschwader 1 in der Luftwaffe
- Feldnachrichtenzentrum der Bundeswehr  seit 2007: Ausbildungszentrum Heeresaufklärungstruppe im Ausbildungszentrum Munster

Ehemalige Ausbildungsbataillone des Heeres
Die Ausbildung der Offiziere erfolgt seit Oktober 2020, die der Feldwebel und Unteroffiziere seit Oktober 2022 wieder dezentral in den Verbänden der jeweiligen Truppengattungen.
- Feldwebel-/Unteroffizieranwärterbataillon 1, Sondershausen
- Feldwebel-/Unteroffizieranwärterbataillon 2, Celle
- Offizieranwärterbataillon 1, Munster
- Offizieranwärterbataillon 2, Hammelburg